# Ersängsvallen
Ersängsvallen är en fotbollsarena i stadsdelen Ersboda i norra Umeå. Ersängsvallen ligger på Hälsogränd vid Ersbodaängarna och de så kallade Tobleronehusen. Arenan är hemmaplan för Ersboda SK:s herrlag i division II och damlag i division III. I anslutning till planen finns också träningsplaner och ESK:s klubblokaler.